# Meade County, South Dakota
Meade County är ett administrativt område i delstaten South Dakota, USA, med 25 434 invånare. Den administrativa huvudorten (county seat) är Sturgis.
Ellsworth Air Force Base är belägen i countyt.

## Geografi
Enligt United States Census Bureau har countyt en total area på 9 020 km². 8 989 km² av den arean är land och 31 km² är vatten.

### Angränsande countyn
- McIntosh County, North Dakota - nord
- Dickey County, North Dakota - nordost
- Brown County, South Dakota - öst
- Edmunds County, South Dakota - syd
- Campbell County, South Dakota - väst